# アポロSA-1
SA-1は1961年10月27日に発射された、アメリカ合衆国のアポロ計画で使用されたサターンロケットの初号機である。
サターン・ロケットシリーズの初号機であるサターンI型ロケットが発射されたのは、これが初めてであった。サターンIは、それまでにアメリカが打ち上げたどのロケットよりも巨大なものであった。全長は1958年にアメリカ初の人工衛星エクスプローラー1号を地球周回軌道に乗せたジュピターCの3倍で、6倍の燃料を積み、10倍の推力を発揮することを要求されて開発されたものであった。
この時点でNASAはすべてのシステムのテストがまだ完了していなかったため、SA-1は一段目だけが発射され、他のロケットは別々に発射実験が行われることになった。
最初の飛行ではジュピターロケットの先端部分のカバーがダミーで取り付けられ、地球周回軌道には到達しなかった。

## 準備段階
サターンロケットの発射はこれが最初であり、各方面のシステムはまだ開発段階にあった。ケープ・カナベラルに輸送船でロケットが搬送されたのもこれが初めてで、将来のより大型のサターン・ロケット開発のために、様々なテストを行わなければならなかった（この時点では、サターンV 型ロケットはまだ計画段階にあった）。
第一段ロケットとダミーの上段部分は輸送船コンプロマイズ号に乗せられて、1961年8月15日に到着した。輸送する途中、海図の不備によって4回も座礁するなどの事故に遭遇した。いろいろな問題を抱えながらも、ロケットは予定から5日遅れで34番発射台に設置された。
この時代には、ロケットのテストを行う各種装置は完全にアナログで、管制官はロケットに接続されたケーブルを通して管制センターから手動でモニターしていた。

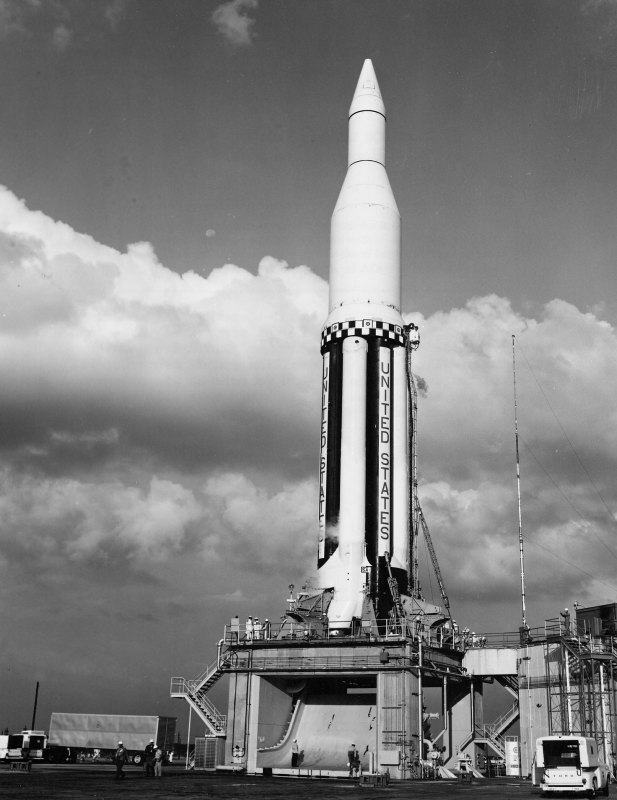
発射台上のSA-1

## 飛行
1961年10月26日午後12時30分（現地時間）、ロケットに燃料のケロシンを注入するテストが開始された。作業は問題なく行われ、発射の前に注入した燃料はいったんすべて排出された。
翌日の午前3時、今度は液体酸素を注入するテストが行われた。タンクの容量の10％まで入れた段階で漏れがないかどうかをチェックし、97％の段階まで急速に注入し、その後はゆっくりと満タンにした。
悪天候にもかかわらず、ロケットは予定からわずか1時間遅れで発射された。飛行そのものは完璧だった。SA-1は高度136.5kmまで到達し、発射地点から345.7km離れた大西洋上に落下した。唯一問題があったとすれば、エンジンが燃焼を停止したのが予定よりも1.6秒早かったということだけであった。